# 佐藤博史 (外交官)
佐藤 博史（さとう ひろし）は、日本の外交官。2012年（平成24年）10月11日からキューバ駐箚特命全権大使。

## 経歴・人物
愛知県出身。1973年（昭和48年）早稲田大学法学部を中退して、外務省入省。アメリカ合衆国での研修を経て、在アメリカ合衆国日本国大使館、在マレーシア日本国大使館、在ニュージーランド日本国大使館、在フィリピン日本国大使館などに勤務。外務省欧亜局大洋州課首席事務官 、国際連合日本政府代表部一等書記官、在エジプト日本国大使館参事官、外務省経済局国際経済第一課海洋室長、外務省領事局邦人保護課長、在ニューヨーク日本国総領事館首席領事、在香港日本国総領事館首席領事を経て、2008年（平成20年）9月からナッシュビル総領事。2012年（平成24年）10月11日からキューバ駐箚特命全権大使。支倉常長の慶長遣欧使節が慶長19年（1614年）7月23日にキューバのハバナに上陸したことを記念し、2014年（平成26年）は、日本・キューバ交流400周年を迎えた。2013年（平成25年）3月7日、仙台市の奥山恵美子市長を表敬訪問している。2016年8月、独立行政法人国際交流基金ジャポニスム事務局事務局長。

## 同期
- 河野雅治（11年駐伊大使・09年駐露大使・07年外務審議官・05年総合外交政策局長）
- 塩尻孝二郎（11年EU大使・08年駐インドネシア大使・05年外務省大臣官房長）
- 天野万利（07年OECD事務次長）
- 塩崎修（08年駐ホンジュラス大使）
- 坂場三男（08年ベトナム大使・06年外務報道官・中南米局長）
- 伊藤哲雄（09年駐ハンガリー大使・05年駐カザフスタン大使）
- 加来至誠（駐エルサルバドル大使）
- 杉本信行（01年上海総領事）
- 鈴木一泉（10年駐コロンビア大使）
- 中村滋（06年駐サウジアラビア大使・04国際情報統括官）
- 岩谷滋雄（10年駐オーストリア大使）
- 鹿取克章（06年駐イスラエル大使・05年外務報道官・04領事局長）
- 黒田義久（10年駐ウズベキスタン大使）
- 並木芳治（10年駐コスタリカ大使）
- 塩口哲朗（11年ベネズエラ大使・08年駐ヨルダン大使・06年国際協力銀行理事・04年駐コートジボワール大使）
- 水野達夫（07年駐ネパール大使）
- 堀江正彦（07年マレーシア大使・04年カタール大使）
- 神谷武（11年駐パラグアイ大使・08年駐アルジェリア大使）
- 岡田眞樹（11年タンザニア大使・09年農畜産業振興機構理事）
- 小林正雄（11年ガボン大使・10年官房調査官）
- 川原英一（13年駐グアテマラ大使）
- 吉田潤（13年駐モーリタニア大使）